# Alpha Microscopii
α Microscopii (Alpha Microscopii; kurz α Mic) ist mit einer scheinbaren Helligkeit von 4,90m der vierthellste Stern des am Südhimmel sichtbaren Sternbilds Mikroskop. Dennoch erscheint er – wie alle Sterne dieses Sternbilds – dem bloßen Auge als sehr lichtschwach. Dass er ein veränderlicher Stern sei, wie einige Zeit vermutet wurde, hat sich nicht erhärten lassen; derzeit wird die scheinbare Helligkeit des Sterns als konstant angesehen.
Nach im Dezember 2020 veröffentlichten Auswertungen der Messergebnisse der Raumsonde Gaia ist α Microscopii etwa 400 Lichtjahre von der Erde entfernt. Er ist ein gelb leuchtender Riesenstern des Spektraltyps G7 und besitzt etwa 3,1 Sonnenmassen. Am Beginn seiner Existenz vor etwa 420 Millionen Jahren ist er ursprünglich ein blauer Hauptreihenstern der Spektralklasse B8 gewesen,  hat aber mittlerweile seinen Wasserstoff-Vorrat im Inneren durch Kernfusion in Helium umgewandelt und vor 70 Millionen Jahren begonnen, sich zu einem Riesenstern zu entwickeln. Dabei wuchs sein Durchmesser auf den heute beobachtbaren Wert von circa 18 Sonnendurchmesser an. Derzeit verbrennt er den Heliumvorrat im Inneren zu Kohlenstoff. Seine Oberfläche ist mit einer effektiven Temperatur von rund 4920 Kelvin kühler als jene der Sonne.
α Microscopii  besitzt einen nur 10,1m hellen Begleiter, der die Katalogbezeichnung TYC 7465-1447-1 trägt und am Firmament im Jahr 2010 etwa 20,2 Bogensekunden von ihm entfernt stand. Möglicherweise ist dieser Begleiter aber nicht gravitativ an α Microscopii gebunden; in diesem Fall würde es sich um einen optischen Doppelstern handeln. Nach den Parallaxen-Messungen der Raumsonde Gaia ist der Begleiter etwa 325 Lichtjahre von der Erde entfernt.